# Amerikansk engelska
Amerikansk engelska (engelska: American English) är den variant av det engelska språket som talas i USA. Det är tillsammans med bland annat brittisk engelska en huvudvariant av språket. Cirka två tredjedelar av världens befolkning med engelska som modersmål bor i USA, vilket gör att det kan klassas som den största av de engelska dialekterna.

## Historia
Användandet av engelska som största språk i USA är ett resultat av brittisk kolonisering. De första engelskspråkiga invandrarna kom till Nordamerika i slutet på 1600-talet, och amerikansk engelska började att växa fram från den brittiska engelska som de tog med sig. Sedan dess har språket influerats av andra samtida kolonisatörer, speciellt från andra europeiska länder, och från Nordamerikas urbefolkning, senare invandrare samt språket av slavar från Västafrika.

## Uttal
Amerikansk engelskas främsta kännetecken och skillnad jämfört med brittisk engelska är uttalet av 'r' framför konsonant och i slutet av ord. Till exempel uttalas 'r' i orden: car, heart och murder. Vidare uttalas a:et ungefär som svenskt 'ä' i ord som dance och master. 'T' blir ofta 'd'/'r' i ord som better och water. 'O' blir ofta långt 'a' i ord som spot och hot. Även det långa "å-ljudet" i ord som law och awful tenderar att gå åt det hållet, dock aldrig framför 'r'. Diftongen [ju] i ord som use har blivit monoftong ([u]) i ett antal andra ord, som i brittisk engelska har kvar diftongen, exempelvis new och stew.

## Stavning
I USA liksom i Storbritannien finns inte någon myndighet som reglerar hur språket ska stavas. Ofta har dock Webster's Dictionary kommit att utgöra de facto-rättesnöret.

### -our,-or
Amerikaner använder den latinska stavningen av ord som harbor och color, vilket många engelsmän också gjorde fram till att Samuel Johnson bestämde sig för att ta bort de latinska stavningarna från sin ordbok A Dictionary of the English Language, som kan ses som den brittiska motsvarigheten till USA:s Websters Dictionary. Många brittiska språkkunniga under 1500- och 1600-talet argumenterade för att använda -or som ändelse för ord med latinskt ursprung medan -our användes för ord med franskt ursprung, men dessa regler blev svåra att använda när ordens etymologi ibland var oklar, och det utvecklades istället att bli olika för de två varianterna på språket.
Websters ordbok från 1828 använde endast -or som ändelse, och anses till stor del skyldig för att ha gjort ändelsen så vanlig i USA. Dr. Johnsons ordbok från 1755 använde samtidigt -our som ändelse för alla ord som fortfarande stavas så på brittiska, samt för andra där u sedan dess tappats; ambassadour, emperour, governour, perturbatour; inferiour, superiour; errour, horrour, mirrour, tenour, terrour, tremour stavas alla numera utan u. Medan Webster aktivt försökte ändra delar av språket för att stärka den amerikanska nationalismen, ville Johnson finna de mest logiska stavningarna när ordens etymologi togs i beaktande. Han valde därför den franska ändelsen -our, och rättfärdigade detta i förordet till 1755-utgåvan: "the French generally supplied us".
Medan stavningen honor (istället för honour) finns med i USA:s självständighetsförklaring, som skrevs femtio år före Websters ordbok, har det antagligen dykt upp där av misstag. I Thomas Jeffersons originalutkast stavades det på det traditionellt brittiska sättet. Exempel som color, flavor, behavior, harbor och neighbor dyker sällan upp i amerikanska papper från 1600- och 1700-talet, medan varianter med ändelsen -our finns i tusental.

### -re,-er
De flesta ord med franskt, latinskt eller grekiskt ursprung, och som slutar med en konsonant följt av -re på brittisk engelska, slutar med -er på amerikansk engelska. Skillnaden är vanligast för ord som slutar med -bre eller -tre: brittiska stavningar som calibre, centre, fibre, goitre, litre, lustre, metre, mitre, nitre, reconnoitre, sabre, saltpetre, sombre, spectre, theatre och titre har alla ändelsen -er i amerikansk stavning. Ett undantag till detta är stavningen av -cre, som i lucre, massacre och mediocre. Här används -re istället för -er.

### -ise,-ize
Ofta är stavningen i amerikansk engelska ålderdomligt präglad i jämförelse med modern brittisk engelska, en effekt av att det var nybyggarna som kom med Mayflower  med den tidens engelska, som förde engelska språket till Nordamerika. Det är från den basen som dagens amerikanska engelska utvecklats. Amerikansk engelska använder därför den äldre ändelsen -ize i de flesta ord som på brittiska slutar med -ise, exempelvis organize och realize. I brittisk engelska förekommer både det modernare -ise och den äldre formen -ize, med ett förhållande på 3:2 mellan de två formernas användning. Oxford English Dictionary har länge försökt hålla fast vid -ize, men -ise torde vara den vanligaste formen i nyare brittiskt skriftspråk. Samma mönster med z förekommer för ord som colonization / colonisation.

### Konsonantfördubbling
I brittisk engelska gäller regeln att vissa enkla konsonanter (l, r och s) i slutet av obetonad slutstavelse i ett ord fördubblas framför ed  och ing , till exempel cancel {\displaystyle \rightarrow }cancelled, travel {\displaystyle \rightarrow } travelling. I amerikansk engelska är regeln mer bunden till uttal: när slutstavelsen är betonad, som rebel, fördubblas den enkla konsonanten i slutet: rebelled, annars fördubblas konsonanten inte; cancel blir exempelvis canceled. Även här finns dock undantag.

## Dialekter
USA har jämförelsevis små dialektala skillnader i språket. Den standarddialekt som har störst utbredning i USA är den så kallade General American som talas i hela landet, framförallt i officiella sammanhang. Det är den dialekt man oftast hör i radio och TV, åtminstone i de stora kanalerna och de nationella nyhetssändningarna. Därför har den ibland kommit att kallas Network English. Den är dock vanligast bland nordstaterna.
Utpräglade dialekter kan framförallt höras i sydstaterna (sydstatsengelska) och New England. I södern kallas de Southern Drawl med sin typiska intonation. I New England utmärker sig Boston-dialekten med stora likheter med brittisk engelska och ett tydligt inslag av irländskt uttal. Till exempel uttalas ord som car och apartment utan 'r' och med ett tydligt öppet 'a'.
En särställning utgör afroamerikansk engelska som talas av gruppmedvetna afroamerikaner. Den har sitt ursprung i södern med ett tydligt inslag av afrikanskt uttal.